# Aubrit
Az aubrit az egyik akondrit típus neve. A típusmeteorit 1836-ban hullott le Lyon közelében, Franciaországban. Szinte kizárólag ensztatitból áll. Magmás eredetű kőzet, az ensztatit kondritokból fölépülő égitest magmás eredetű, kristályosodott alkotó kőzete.

## Jelentősége
Az ensztatitos összetételű kis égitestek egy meghatározott tartományban csoportosulnak a Naprendszerben. Ez az övezet a kisbolygóöv belső széle. Azt a kisbolygó csoportot, amely ebben a tartományban kering a Nap körül, Hungaria típusú kisbolygóknak nevezik. A kisbolygók egy másik csoportja is rendelkezik ezzel a tulajdonsággal, de ezek a Mars pályáját metsző pályákon keringenek és a Föld közelébe is eljuthatnak. Ezek egyik tipikus képviselője a 3103 Eger,  kisbolygó (Near Earth Asteroid, NEA).

## Jellemző tulajdonságai
Legfontosabb tulajdonsága jó fényvisszaverő képessége, és egyenletesen emelkedő színképe a látható színképtartományban.

## Helye a NIPR Antarktiszi Meteoritok Mintagyűjteményében
A Japán Sarkkutató Intézet (angolul: National Institute of Polar Research: NIPR) a Tokiói Egyetem egyik intézete. 1969 óta egyik részlege a meteoritok kutatásával foglalkozik. Az Antarktiszi Meteoritkutató központ 1993-ban elkészített 20 darab, 30 vékonycsiszolatból álló gyűjteményt. Ennek 3-as számú mintája az aubritot mutatja be. A minta a tanév második félévében, vagyis a naptári év első felében, az ELTE Természettudományi Kar (ELTE-TTK) KAVÜCS-nál tanulmányozható.

## Külső hivatkozások
- Az abritok ismertetése fényképpel
- Az aubritok forrásvidékének, az E típusú kisbolygóknak az ásványtani változatossága
- A meteoritbreccsákról szóló cikk, köztük az aubritok is.